# Marisol Touraine
Marisol Touraine (ur. 7 marca 1959 w Paryżu) – francuska polityk, parlamentarzystka, a także minister.

## Życiorys
Absolwentka École normale supérieure oraz Instytutu Nauk Politycznych w Paryżu. Pracowała jako wykładowca akademicki, specjalizując się w zagadnieniach ekonomicznych i społecznych. Zaangażowała się w działalność Partii Socjalistycznej. W latach 1988–1991 pełniła funkcję doradcy premiera Michela Rocarda ds. strategii międzynarodowej.
W wyborach parlamentarnych w 1997 została po raz pierwszy wybrana do Zgromadzenia Narodowego XI kadencji z trzeciego okręgu wyborczego w departamencie Indre i Loara, pokonując dotychczasowego centroprawicowego posła Jeana-Jacques’a Descampsa. Pięć lat później nie utrzymała mandatu, który odzyskał w tym okręgu jej poprzednik. Do parlamentu powróciła jednak w wyniku wyborach w 2007, wygrywając z tym samym konkurentem. Obejmowała też różne funkcje w administracji lokalnej, w 1998 zasiadła w radzie departamentu Indre i Loara, była jej wiceprzewodniczącą (2008–2011) i przewodniczącą (2011–2012).
16 maja 2012 objęła urząd ministra spraw socjalnych i zdrowia w rządzie, którego premierem został Jean-Marc Ayrault. Utrzymała mandat poselski w wyborach przeprowadzonych w kolejnym miesiącu. Po dokonanej 21 czerwca 2012 rekonstrukcji pozostała w drugim gabinecie tego samego premiera na dotychczasowym stanowisku. 2 kwietnia 2014 ponownie powierzono jej tę funkcję w rządzie Manuela Vallsa. Pozostała na niej również w utworzonym w sierpniu 2014 drugim gabinecie tegoż premiera oraz w powołanym w grudniu 2016 rządzie Bernarda Cazeneuve’a. Zakończyła urzędowanie wraz z całym gabinetem w maju 2017.

## Odznaczenia
W 2018 otrzymała Legię Honorową V klasy.

## Życie prywatne
Jest córką socjologa Alaina Touraine i pochodzącej z Chile Adriany Arenas Pizarro. Jej mąż, Michel Reveyrand de Menthon, został dyplomatą, m.in. ambasadorem w Czadzie. Ma troje dzieci.